# 1949 Messina
1949 Messina este un asteroid din centura principală, descoperit pe 8 iulie 1936 de Cyril Jackson.